# Can Misser
Can Misser és una masia barroca de Sant Vicenç de Montalt (Maresme) inclosa a l'Inventari del Patrimoni Arquitectònic de Catalunya.

## Descripció
Masia senyorial gran de planta baixa, dos pisos i golfes. Coberta a quatre vessants amb campanar central. Al segle xix s'hi afegiren uns cossos laterals a la planta baixa, amb arcades neoclàssiques i elements de delimitació del jardí, glorieta, safareig, etc., que s'avenen perfectament a la construcció original.
La façana és decorada amb esgrafiats. El portal rodó és s'ha fet quadrat perquè se li han tallat les dovelles per culpa dels balcons de la primera planta, que ara no encaixen prou. Totes les obertures de la façana estan remarcades pels esgrafiats.
La teulada és doble i a l'últim pis hi ha una filera de finestretes d'arc de mig punt fetes amb totxo massís.

## Història
Casa senyorial, situada en un paratge agradable, fou restaurada al segle xix amb un gran encert i se li donà un caràcter de casa benestant, amb gust artístic.